# Epitome of Torture
Epitome of Torture – czternasty album studyjny w dyskografii niemieckiego thrashmetalowego zespołu Sodom, wydany 26 kwietnia 2013 przez wytwórnię Steamhammer. 
Okładkę przygotował Meran Karanitant.
Utwór Katjuscha zawiera melodię z Katiuszy, radzieckiej piosenki żołnierskiej skomponowanej w 1938. Do utworu Stigmatized nakręcono teledysk. 
Album trafił na 25. miejsce na liście Heatseekers Albums tygodnika Billboard w Stanach Zjednoczonych. Osiągnął również 32. miejsce w Niemczech oraz 87. w Szwajcarii. 

## Lista utworów
1. My Final Bullet – 4:39
2. S.O.D.O.M. – 3:46
3. Epitome of Torture – 3:31
4. Stigmatized – 2:56
5. Cannibal – 4:19
6. Shoot Today – Kill Tomorrow – 4:00
7. Invocating the Demons – 4:25
8. Katjuscha – 3:42
9. Into the Skies of War – 3:50
10. Tracing the Victim – 4:46

## Skład zespołu
- Tom Angelripper – wokal, gitara basowa
- Bernemann – gitara
- Markus "Makka" Freiwald – perkusja